# Penicillium lehmanii
Penicillium lehmanii är en svampart som beskrevs av Pitt 1980. Penicillium lehmanii ingår i släktet Penicillium och familjen Trichocomaceae.   Inga underarter finns listade i Catalogue of Life.